# Klifatindur

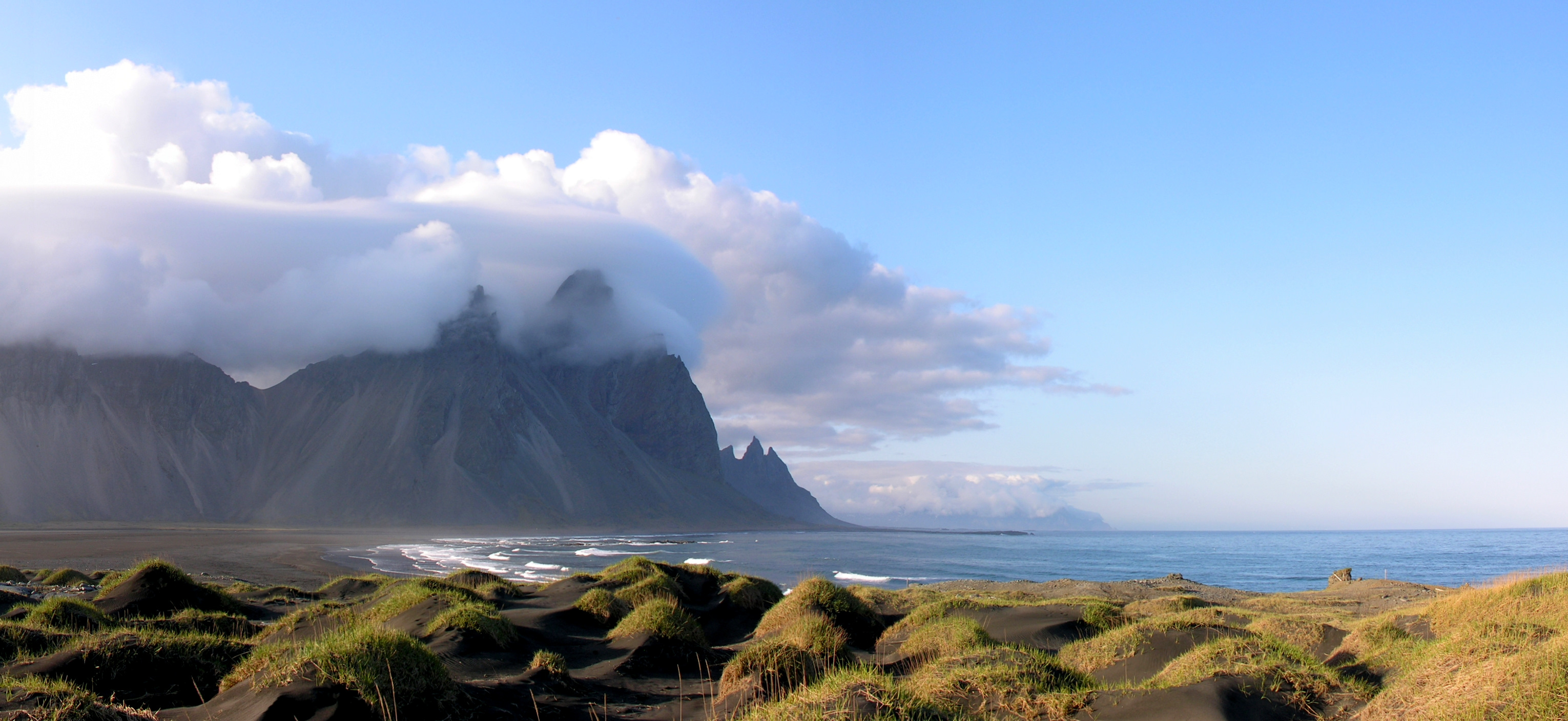
Stokksnes

Der Berg Klifatindur befindet sich in Island. Er liegt etwa 15 km südöstlich der Stadt Höfn in Südisland und ist 889 m hoch. Ein wichtiger Teil dieses Bergmassivs ist das Vestrahorn (757 m). Ihm vorgelagert ist das spitze Brunnhorn.

## Entstehung
Der Klifatindur entstand in der Eiszeit. Das Bergmassiv besteht aus etlichen steilen Bergspitzen. Klifatindur selbst ist der höchste Gipfel, ein anderer ist das Kambhorn.
Die Berge sind Reste eines großen Zentralvulkans, der hier bei Lón vor etwa 6–7 Millionen Jahren aktiv war.

## Vestrahorn und Eystrahorn
Das Vestrahorn ist ein Teil der Klifatindur. Es handelt sich bei ihm und dem jenseits der Bucht Lón gegenüber liegenden Eystrahorn vermutlich um Intrusionen. In der Eiszeit haben die Gletscher hier Gesteinsschichten von 1000 bis 2000 m Dicke abgeschliffen. So kann man auch die Intrusionen heute sehen.

## Gesteinsarten
Sowohl das Vestrahorn als auch das Eystrahorn bestehen aus zwei unterschiedlichen Tiefengesteinen: Gabbro und Granophyr. Manchmal ist auch Gestein zu finden, in dem eine Gesteinsart Einschlüsse in der anderen bildet. Dergleichen erklärt sich durch folgenden Vorgang: Zuerst kann sich hier basisches Magma in einer Tasche oder Spalte ansammeln, dann wird in pulsierendem Rhythmus in dieses Rhyolithmagma injiziert. Es kommt durchaus vor, dass basisches und saures Magma seinen Ursprung in derselben Magmakammer hat.

## Bergsteigen
Es gibt einige Wege auf den Klifatindur. Empfohlen wird vor allem eine Tour, die am oberen Teil des Almannaskarðswegs beginnt.